# 里奇瓦爾 (加利福尼亞州)
里奇瓦爾（英語：Richvale）是位於美國加利福尼亞州比尤特縣的一個人口普查指定地區。

## 地理
里奇瓦爾的座標為39°29′38″N 121°44′41″W / 39.49389°N 121.74472°W，而該地最高點為海拔高度333米（即108英尺）。

## 人口
根據2010年美國人口普查的數據，里奇瓦爾的面積為2.401平方千米，當中陸地面積為2.401平方千米，而水域面積為0.000平方千米。當地共有人口244人，而人口密度為每平方千米101人。